# Бардольф, Джон, 3-й барон Бардольф
Джон Бардольф (англ. John Bardolf; 13 января 1314 — 29 июля 1363) — английский аристократ, 3-й барон Бардольф с 1329 года.

## Биография
Джон Бардольф был единственным сыном Томаса, 2-го барона Бардольфа, и его жены Агнес де Грандисон. После смерти отца в 1329 году он стал наследником баронского титула и родовых земель в Восточной Англии, но вступил в права владения только в 1335 году, когда был признан совершеннолетним. В последующие годы король Эдуард III регулярно вызывал его в парламент как лорда Бардольфа. Джон участвовал в боевых действиях на континенте (в частности, в Войне за бретонское наследство) и в Шотландии. В 1345 году он стал рыцарем-баннеретом.
Джон Бардольф был женат на Элизабет Дамори, дочери Роджера Дамори, 1-го барона Дамори, и Элизабет де Клер (правнучке короля Эдуарда I). В этом браке родился сын Уильям, 4-й барон Бардольф, и две дочери — Агнес и Элизабет.